# Taide (romanzo)
Taide (titolo originale Thaïs) è un romanzo di Anatole France, pubblicato nel 1890, ispirato alla leggenda della vita di santa Taide, una prostituta convertita al cristianesimo, che sarebbe vissuta nel IV secolo. Dal romanzo è stata tratta l'opera lirica omonima Thaïs di Louis Gallet, musica di Jules Massenet (1894).
Tradotto in 36 lingue di tutto il mondo, in Italia è apparso nel 1911, nella traduzione di Amintore Galli.

## Trama
Il monaco Pafnuzio, abate d'un gruppo di monaci cenobiti egiziani, che ha scelto quella vita per purificarsi da una giovinezza frivola e dissoluta, in seguito ad una visione, decide di redimere Taide, la più celebre attrice ed Etera di Alessandria. Torna quindi sui luoghi della sua gioventù, incontrando anche qualcuno degli antichi amici e restando sempre più disgustato dal mondo che ha lasciato. Finalmente riesce ad incontrare Taide, dopo un suo spettacolo. Con un certo stupore scopre che lei era stata battezzata, quand'era bambina, grazie ad uno schiavo cristiano della sua famiglia, che in seguito aveva subito il martirio ed era ora venerato col nome di san Teodoro. Pafnuzio si convince che quindi la visione avuta si inserisce in un piano divino per la redenzione della peccatrice. Riesce rapidamente a convincerla a bruciare tutte le sue ricchezze ed a ritirarsi in un convento, dove la conduce personalmente affidandola alla badessa. 
Negli anni successivi mentre Taide imbocca la strada della redenzione e verso la santità, Pafnuzio non riesce più a trovare la pace interiore, tormentato da visioni (in cui costantemente compare l'immagine di Taide) e creature che non riesce a comprendere se siano diaboliche o divine. Fugge dalla sua comunità, e diventa stilita, issandosi su una colonna, rudere di un antico tempio. Paradossalmente mentre dentro di lui il dubbio e l'insicurezza continuano ad aumentare, la sua fama di santità cresce, ed in breve nei pressi della sua colonna nasce e si sviluppa una città, creata dai pellegrini che vengono a chiedere grazie al santo. 
Una notte, tormentato da demoni e dalla visione di Taide, mentre tutti dormono, abbandona la colonna e fugge nel deserto. Quando al mattino i primi pellegrini si accorgeranno della sua scomparsa, ci sarà chi è pronto a giurare che una schiera di angeli nella notte lo ha prelevato portandolo in cielo, aggiungendo l'ultimo tassello all'immagine del santo.
In realtà Pafnuzio ha vagato fino a che, scoperta l'ingresso di un'antica tomba sotterranea, vi è entrato, rimanendo prostrato sulla lastra tombale in meditazione per giorni e mesi, sempre più circondato da creature malefiche e tormentato dalla visione di Taide, finché un giorno nella tomba arriva un mercante, la cui carovana si è accampata nelle vicinanze, che gli comunica che Taide, ormai in odore di santità, sta per morire. A quella notizia Pafnuzio, ormai dimentico della sua vita di preghiera ed ascetismo che anzi rinnega convinto che l'unica serenità si sarebbe potuta raggiungere tra le braccia di Taide, parte alla volta del convento dove arriva giusto per assistere al trapasso della santa e constatare la propria completa dannazione.  

## Edizioni

### Traduzioni in lingua italiana
- Taide, traduzione di Amintore Galli, Milano, Sonzogno, 1911
- Taide, traduzione di Alessandro Chiavolini, Milano, Sonzogno, 1921
- Taide, traduzione di Tiziano Ciancaglini, Milano, Bietti, 1929
- Taide, traduzione di Francesco Chiesa, Milano, Mondadori, 1932
- Taide, traduzione di Paolo Santarone, Milano, Rizzoli, 1963
- Taide, traduzione di Luigi de Nardis, Torino, UTET, 1979
- Taide, traduzione di Giuliano Vigini, Milano 2003
- Taide, traduzione di Sergio Piscopo, Girifalco, Società Editrice Montecovello, 2015.

## Adattamenti cinematografici
- 1911 - Thaïs – regia di Louis Feuillade;[2]
- 1914 - Thaïs, regia di Constance Crawley e Arthur Maude[3]
- 1917 - Thais, regia di Hugo Ballin, Frank Hall Crane;[4]
- 1984 - Thaïs, regia di Ryszard Ber;[5]